# رودري (لاعب كرة قدم مواليد 1985)
رودري (بالإسبانية: Ángel Rodrigo Gil Torres)‏ هو لاعب كرة قدم إسباني في مركز الوسط، ولد في 25 أبريل 1985 في ثيخين في إسبانيا. لعب مع ريال مدريد ج وريال مدريد كاستيا وريال مورسيا ونادي أوريويلا ونادي أومونيا ونادي إلتشي ونادي بورغوس ونادي جامعة مرسية.

## وصلات خارجية
- رودري (لاعب كرة قدم مواليد 1985) على موقع قاعدة بيانات كرة القدم.إي يو (الإنجليزية)
- رودري (لاعب كرة قدم مواليد 1985) على موقع Soccerway.com (الإنجليزية)